# قانون هيلتون

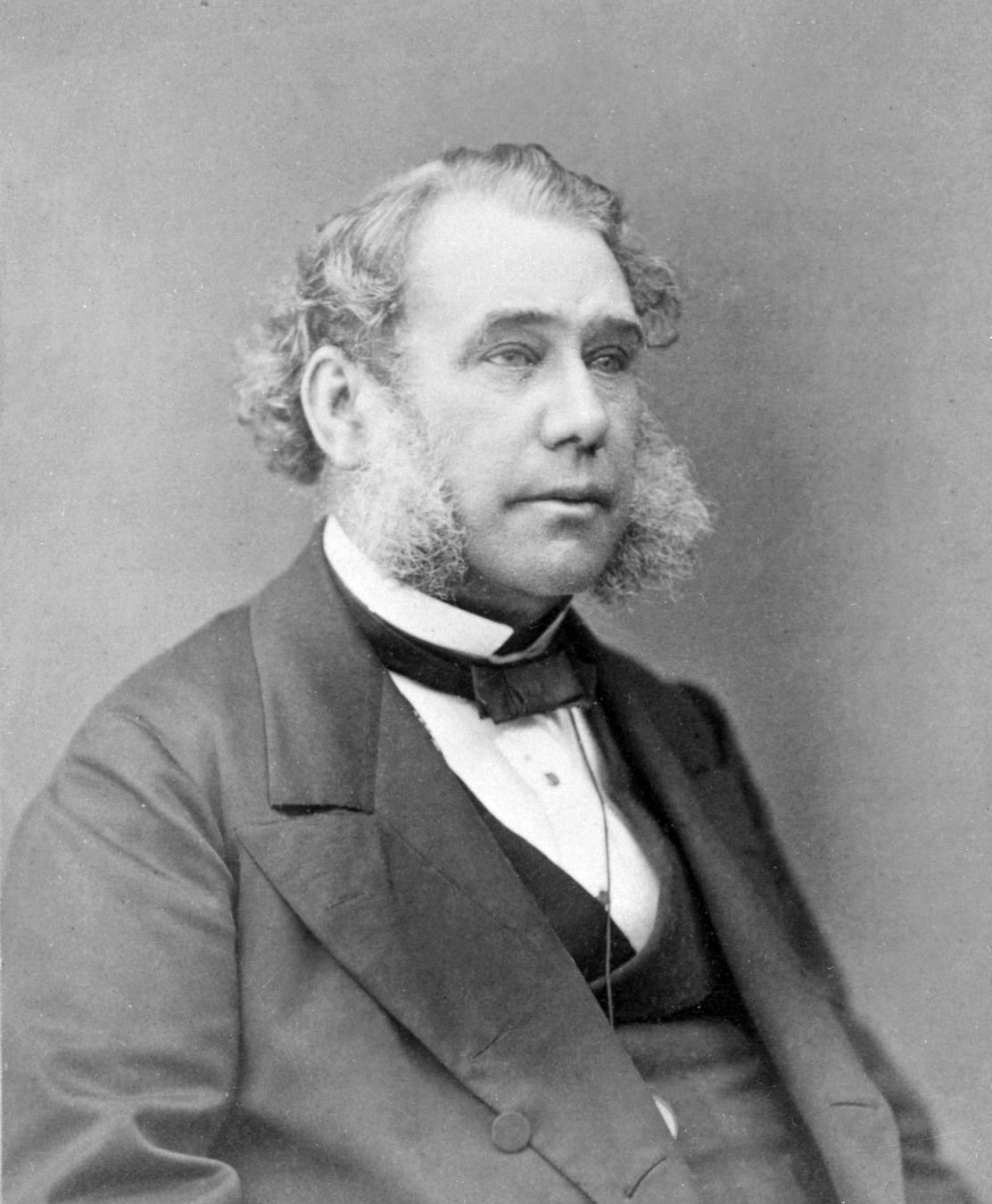

قانون هيلتون، الذي تبناه جون هيلتون (John Hilton) في سلسلة من المحاضرات الطبية التي ألقاها خلال الفترة من عام 1860م إلى 1862م، هو الملاحظة التي تشير إلى أنه في دراسة التشريح، غالبًا ما يجد المرء أن العصب الذي يعصب المفصل يميل أيضًا إلى تعصيب العضلات التي تحرك المفصل والجلد الذي يغطي الروابط البعيدة لهذه العضلات.
على سبيل المثال، العصب العضلي الجلدي يزود مفصل الكوع عند البشر بالألم وألياف استقبال الحس العميق. كذلك يزود العضلة ذات الرأسين العضدية والعضلة العضدية والجلد القريب من مغرز كل عضلة من هذه العضلات.
ونشأ قانون هيلتون كنتيجة لتطور علم الأجنة عند البشر (أو في الحقيقة عند حيوانات أخرى). وأقام هيلتون قانونه على خبرته التشريحية وتجاربه السريرية الواسعة. وكما هو الحال مع معظم الجراحين البريطانيين في عصره (1805م-1878م)، حيث درس التشريح بشكل مكثف.

## ملحقات القانون
تم وصف قانون هيلتون أعلاه. ويمكن إجراء ملاحظات مماثلة، لتوسيع نطاق النظرية؛ غالبًا ما سيقوم العصب بتزويد كل من العضلات والجلد المتعلق بمفصل معين. غالبًا ما تنطوي الملاحظة على صحة العكس - أي أن العصب الذي يزود الجلد أو العضلة سوف يزود عادة المفصل الملائم.